# Savoyai Mária Beatrix szárd királyi hercegnő
Savoyai Mária Beatrix (olaszul: Maria Beatrice di Savoia, németül: Maria Beatrix von Savoyen; Torino, Szárd Királyság, 1792. december 6. – Battaglia Terme, Lombard–Velencei Királyság, 1840. szeptember 15.), szárd királyi hercegnő, I. Viktor Emánuel szárd–piemonti király és Ausztriai Mária Terézia királyné legidősebb leánya, IV. Ferenccel kötött házassága révén modenai és ferrarai hercegné 1814-től 1840-ben bekövetkezett haláláig.
Férjével való kapcsolatából négy gyermek született, köztük a későbbi V. Ferenc modenai herceg, továbbá két leánya két különböző trónkövetelő felesége lett: Mária Terézia főhercegnő Henri d’Artois címzetes francia királyé, míg Mária Beatrix főhercegnő Don Juan Carlos de Borbón, címzetes spanyol király felesége lett. Mária Beatrix hercegnőt a brit jakobiták a Stuartok leszármazottjaként III. Mária néven Nagy-Britannia Egyesült Királyságának uralkodójaként ismerték el, azonban ő maga sohasem jelentette be hivatalos trónigényét a brit királyi trón iránt.

## Élete

### Származása, testvérei
Mária Beatrix édesapja a Savoyai-házból való I. Viktor Emánuel szárd–piemonti király (1759–1824) volt, III. Viktor Amadé szárd–piemonti király, Savoya hercege (1726–1796) és Mária Antonietta Ferdinanda spanyol infánsnő (1729–1785) fia.
Édesanyja Habsburg–Estei Mária Terézia Johanna főhercegnő (1773–1832) volt, Ferdinánd Károly Antal osztrák főherceg és Estei Mária Beatrix modenai hercegnő leánya.
Hat gyermekekükből négyen érték meg a felnőttkort, címzésük szerint szárd–piemonti királyi hercegek és hercegnők: 
1. Mária Beatrix Viktória (1792–1840).
2. Mária Adelheid (1794–1795), kisgyermekként meghalt.
3. Károly Emánuel (1796–1799), Vercelli grófja, kisgyermekként meghalt.
4. Mária Terézia (1803–1879), aki a Bourbon-házból való Károly Lajoshoz, Parma és Lucca hercegéhez, az Etruriai Királyság utolsó uralkodójához ment feleségül.
5. Mária Anna Karolina Pia (1803–1884), aki Ferdinánd osztrák császárhoz, magyar és cseh királyhoz ment férjhez.
6. Mária Krisztina (1812–1836), aki II. Ferdinánd nápoly–szicíliai királyhoz (1810–1859) ment feleségül.

### Házassága, gyermekei
1812. június 20-án Mária Beatrix hercegnő – pápai diszpenzációval (házassági engedéllyel) – feleségül ment anyai nagybátyjához, Habsburg–Estei Ferenc József Károly osztrák főherceghez (1779–1846), Ferdinánd Károly Antal főhercegnek, Lombardia osztrák főkormányzójának és Estei Mária Beatrix modenai hercegnőnek legidősebb fiához. Az esküvőt Szardínián, a cagliari székesegyházban tartották. Férje a bécsi kongresszus döntése alapján 1814. július 14-én IV. Ferenc néven Modena és Reggio uralkodó hercege lett.
A házasságból négy gyermek született, címük szerint Habsburg–Estei főhercegek és főhercegnők). A leányok királyi hercegekhez mentek férjhezt, akik a későbbi forradalmi események nyomán trónkövetelőkké váltak. 
- Mária Terézia főhercegnő (1817–1886), aki az utolsó francia Bourbon királyi herceghez, Henri d’Artois-hoz, Chambord grófjához (1820–1883), a későbbi francia trónkövetelőhöz ment feleségül.
- Ferenc Ferdinánd Geminianus főherceg (1819–1875), aki Adelgunda Auguszta Sarolta bajor királyi hercegnőt (1823–1914), I. Lajos bajor király leányát vette feleségül, és V. Ferenc néven Modena uralkodó hercege lett
- Ferdinánd Károly Viktor főherceg (1821–1849), aki Erzsébet Franciska Mária osztrák főhercegnőt (1831–1903), József nádor leányát vette feleségül.
- Mária Beatrix főhercegnő (1824–1906), aki Juan Carlos de Borbón y Bragança spanyol királyi herceghez (1822–1887), Montizón grófjához, a későbbi karlista trónkövetelőhöz ment feleségül.

### Kapcsolata a Stuartokkal

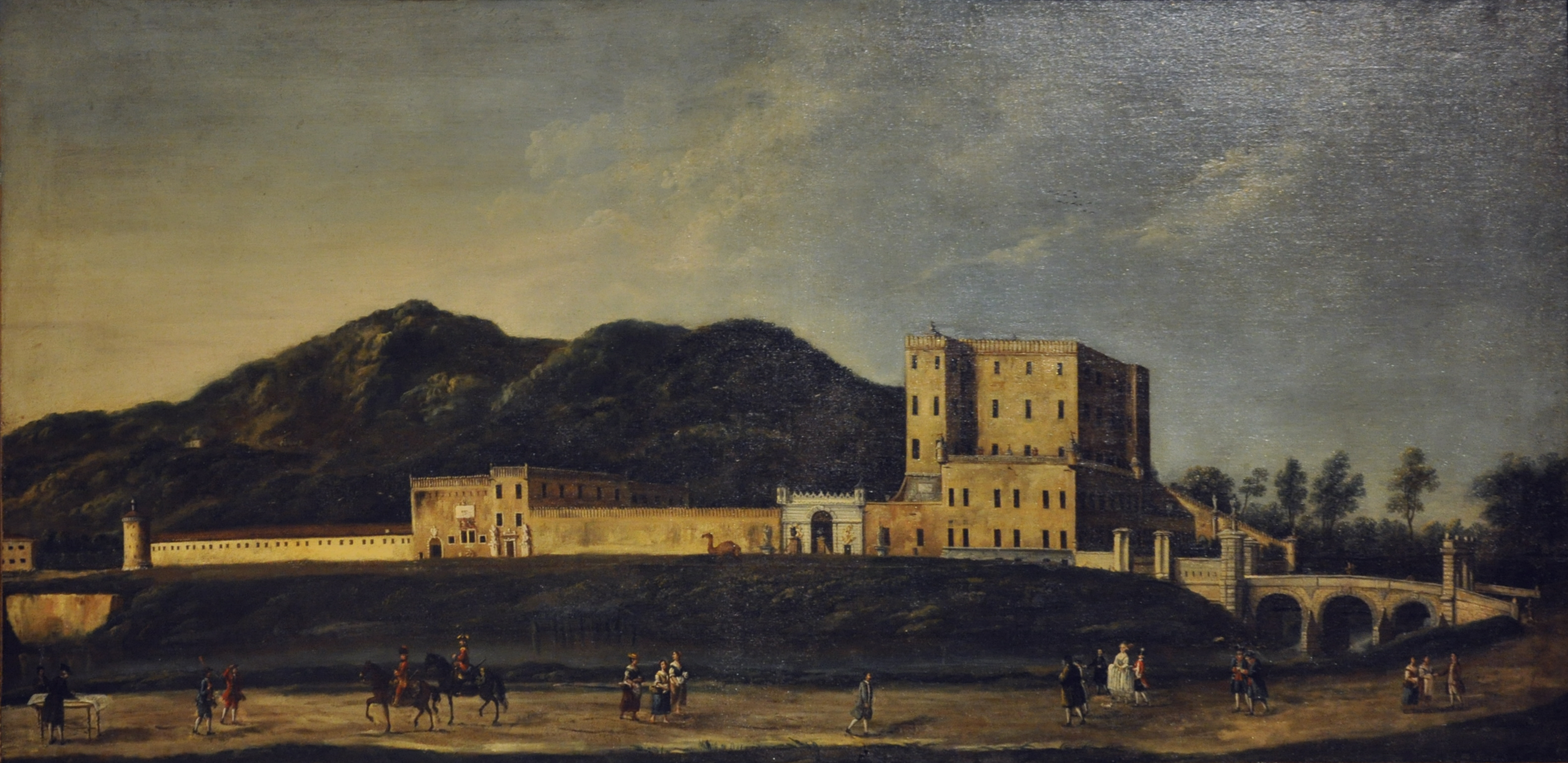
A Catajo kastély (19. századi festmény)

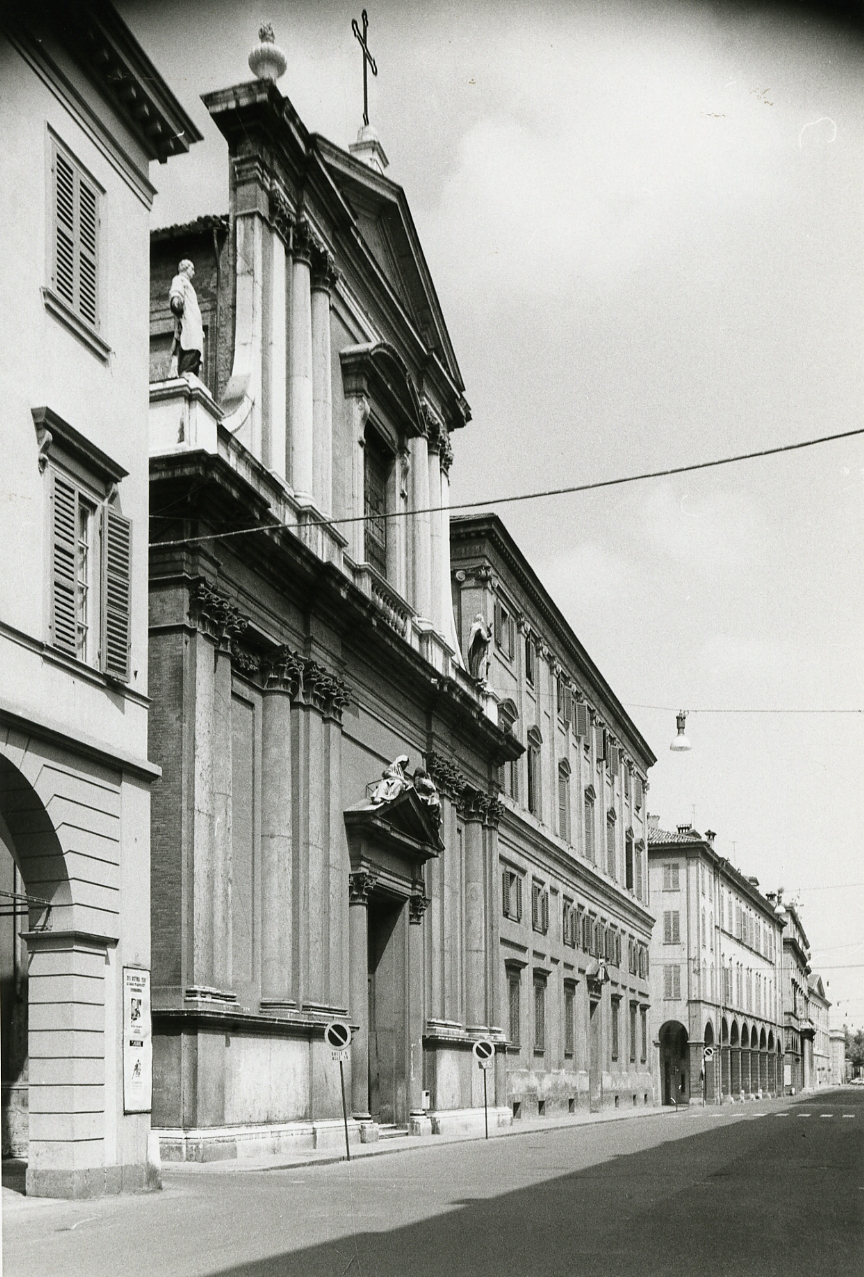
A modenai San Vincenzo-templom

Mária Beatrix hercegnő apja, I. Viktor Emánuel király a Stuartok leszármazottja volt. 1824-ben bekövetkezett halála után a brit jakobiták legidősebb leányát, Mária Beatrixot ismerték el Nagy-Britannia Egyesült Királysága és Írország törvényes uralkodójának, III. Mária, Anglia és Írország királynője, és II. Mária, skót királynő néven (Mary III Queen of England and Ireland, Mary II Queen of Scotland). Mária Beatrix azonban sohasem jelentette be hivatalos trónigényét a brit királyi trón iránt.
1840. szeptember 15-én Mária Beatrix modenai hercegné a Catajo kastélyban (Battaglia Terme község, Padova tartomány) szívroham következtében elhunyt. A modenai San Vincenzo-templomban temették el.
A jakobiták ezután legidősebb fiát, Ferenc Ferdinánd Geminianus főherceget, aki 1846-ban a modenai hercegi trónra lépett, ismerték el a brit királyi trón jogos várományosának.

## Külső hivatkozások
- http://www.jacobite.ca/kings/mary3.htm A brit jakobiták honlapján: III. Mária angol királynő.
- http://www.thepeerage.com/p11447.htm#i114461 Életrajzi, családi adatai.